# Cryptopygus reagens
Cryptopygus reagens är en urinsektsart som beskrevs av Günther Enderlein 1909. Cryptopygus reagens ingår i släktet Cryptopygus och familjen Isotomidae. Inga underarter finns listade i Catalogue of Life.